# Jeanette Thurber
Jeanette Thurberová (29. ledna 1850 – 2. ledna 1946) byla ředitelka newyorské konzervatoře. Byla prvním z Američanů, který si byl vědom nutnosti pokračovat též v hudební tradici starého světa, tedy evropské hudby a nezbytnosti importu této tradice i jejích nových odnoží do USA. Jeanette Thurberová absolvovala nejvyšší hudební vzdělání v Evropě, konkrétně v Paříži. V roce 1880 založila „Americkou operní společnost“ a „Národní hudební konzervatoř“, obě se sídlem v New Yorku. V roce 1891 nabídla místo ředitele konzervatoře českému skladateli Antonínu Dvořákovi, který se jím stal od školního roku 1892. Jak se ukázalo, byl to zásadní krok k výchově vlastních skladatelů a založení tradice americké vážné hudby.
Zemřela v roce 1946 v Bronxville ve státě New York.